# Florencio Varela (município)

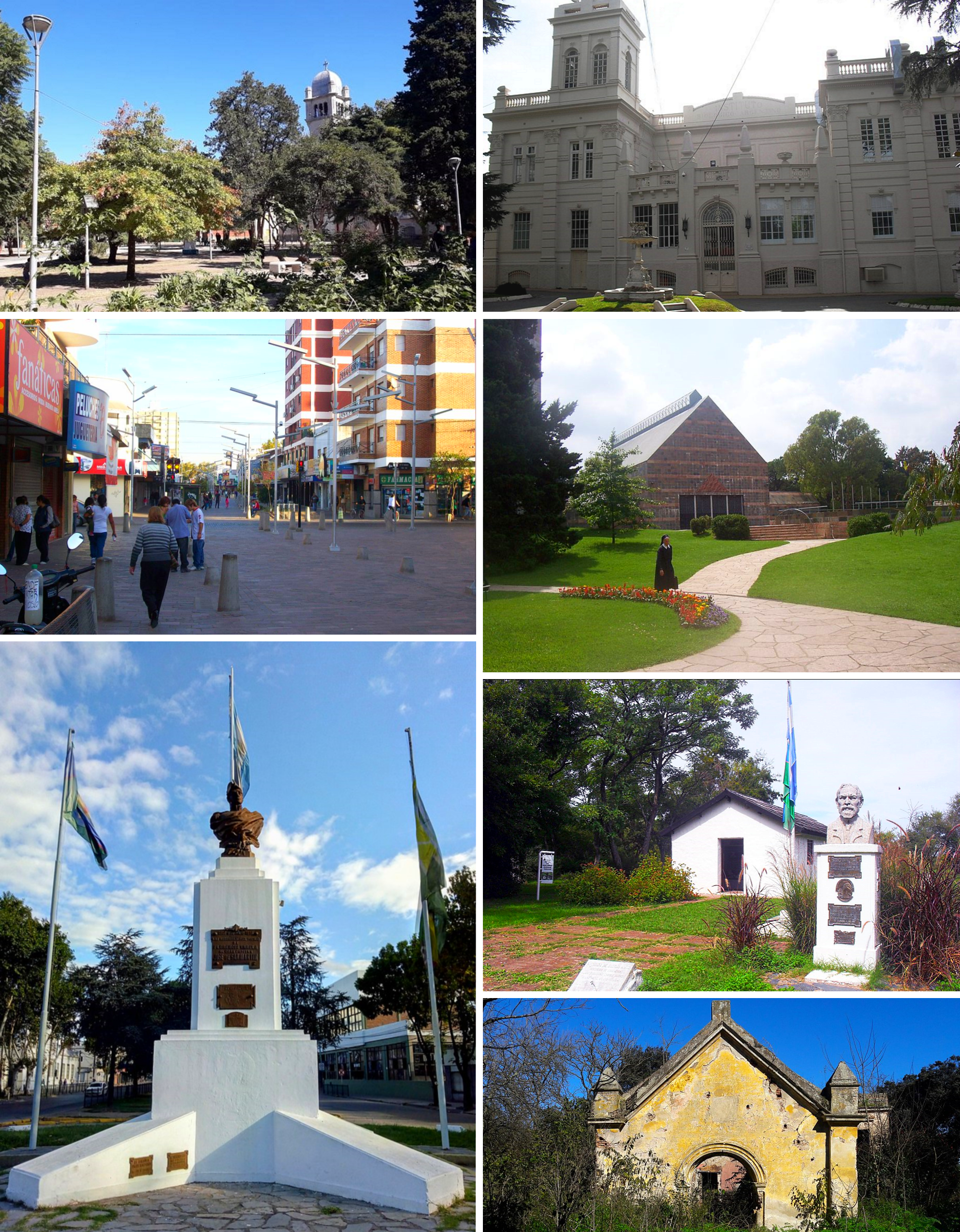
Montaje de imágenes de Florencio Varela (Argentina).

Florencio Varela (partido) é um partido (município) da província de Buenos Aires, na Argentina. Possuía, de acordo com estimativa de 2019, 508.671 habitantes.